# رالف هاو
رالف هاو (بالإنجليزية: Ralph Howe)‏ هو لاعب إسكواش أمريكي، ولد في 12 مايو 1941.